# Russalka

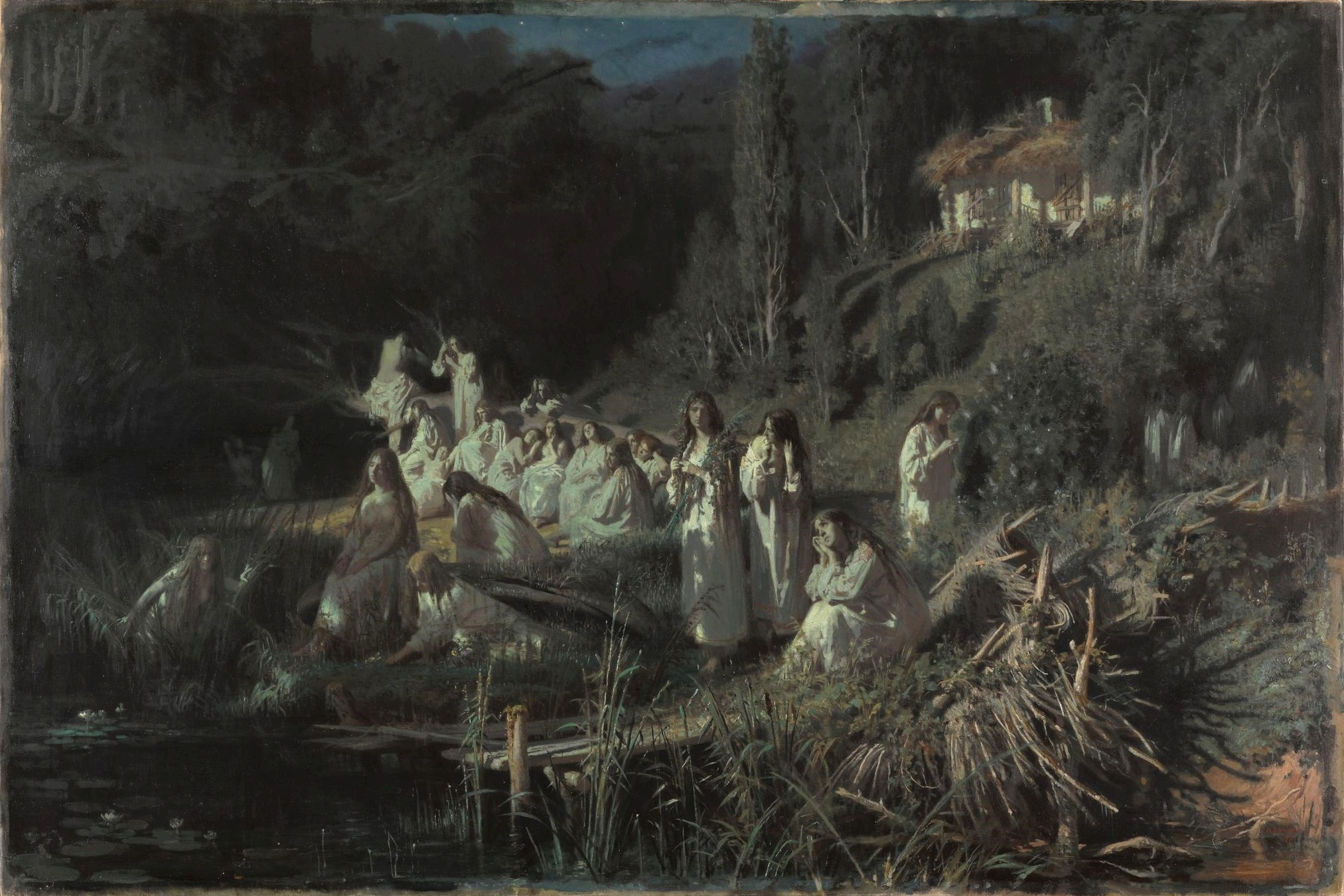
Ivan Kramskoi, The Mermaids, 1871

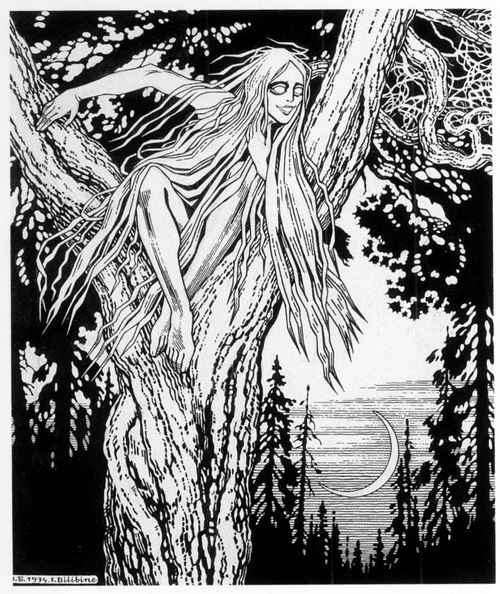
Rusalka por Ivan Bilibin, 1934

Russalka é uma ninfa da água na mitologia Eslava porém, para os russos, ucranianos e bielo-russos ela é muitas vezes tratada como uma sereia.

## Origens e aparência
De acordo com Vladimir Propp, um folclorista e escritor russo, o nome "Russalka" era usado por tribos pagãs eslavas, e o seu nome é ligado a fertilidade. Ela vem da água na primavera para a trazer aos campos e ajudar as plantações a crescer.
Na versão do século XIX, a Russalka é perturbada e perigosa sendo que já não está mais viva, é associada também a um espírito maligno. É uma jovem mulher que cometeu suicidio por afogamento por causa de um casamento infeliz (em algumas versões elas foram abandonadas por seus maridos ou abusadas/assediadas por seu marido muito mais velho), ou também, foi afogada pelo próprio marido após o mesmo saber de uma gravidez indesejada, depois de morrer ela vive o resto do tempo na Terra como uma Russalka.
Em muitas histórias é representada como um espírito de uma mulher jovem, que foi morta afogada em um rio ou lago e voltou para assombar esse rio ou lago onde foi morta. Essa "morta-viva" só poderá descansar em paz quando a sua morte for vingada. Ela assombra os rios e lagos atraindo homens jovens com seu canto e sua beleza, e seu corpo é muito escorregadio e quando os homens hipnotizados pela sua beleza e seu canto se aproximam acabam escorregando e caindo no mar, afogando-se. Em algumas ocasiões a Russalka ri enquanto o rapaz se afoga.
Acredita-se também que a Russalka pode mudar sua aparência para agradar o gosto da vitima, geralmente Rusalka também é considerada a representação da beleza universal, é altamente respeitada na cultura eslava.